# Jacques Bénard
Jacques Bénard est un chimiste français, né le 21 décembre 1912 à Blois et mort le 4 octobre 1987 à Bourg-la-Reine,.

## Biographie
Jacques Bénard était ingénieur de l'École supérieure de chimie de Lille et docteur ès sciences physiques. 
Il a été directeur de l'École nationale supérieure de chimie de Paris, président du Comité national de chimie et membre de l'Académie des sciences de 1979 à 1987.
Il demeurait au no 34 avenue Galois à Bourg-la-Reine.

## Publications
- Biologie, géologie, 1969.
- Métallurgie générale, 1969.
- Titres et travaux scientifiques, 1968.
- Chimie minérale, 1964.
- Les Éléments de la famille de l'azote, 1961.
- Les Éléments de la famille du carbone, 1960.
- L'Évolution de la notion de composé défini dans la chimie moderne, 1960.
- Union des physiciens: journées d'information de la chimie, 1958.
- Étude par diffraction électronique de la constitution des films d'oxydation sur le fer et différents alliages binaires, 1955.
- Cours de chimie Générale, 1952.
- L'Oxydation du fer aux températures élevées et la formation des pellicules à sa surface, 1944.
- Étude de la décomposition du protoxyde de fer et de ses solutions solides, 1939.